# Kathleen Satchwell
Kathleen Satchwell, conocida como Kathy Satchwell, es una jueza de la División Gauteng del Tribunal Supremo (anteriormente el Tribunal Supremo del Sur de Gauteng) en Sudáfrica.

## Biografía
Fue educada en la Universidad de Rhodes en la década de 1960.
Fue una prominente abogada de derechos humanos en la década de 1990. Satchwell estuvo implicada en los casos judiciales del Mandela United Football Club (MUFC) y de las personas conectadas al asesinato de Stompie Moeketsi, en el periodo 1990–1992. Proporcionó testimonio ante la Comisión para la Verdad y la Reconciliación sobre el papel del sistema legal en las vulneraciones de derechos humanos en Sudáfrica bajo el apartheid. En 1999 fue nombrada por el presidente Nelson Mandela para ser Presidenta de la Comisión del Fondo de Accidentes de Carretera.
En septiembre de 2001, en el caso llamado Satchwell v Presidente de la República de Sudáfrica, Satchwell, lesbiana visible, ganó el derecho para su pareja para que disfrutara de los mismos beneficios que aquellos anteriormente reservados para cónyuges de jueces heterosexuales casados. Este derecho fue confirmado por el Tribunal Constitucional en 2002. Esta decisión se ve como una de las cinco decisiones clave que establecieron el estatus legal de las parejas del mismo sexo mismo en Sudáfrica antes de la legalización del matrimonio entre personas del mismo sexo.